# Constanzo Operti
Costanzo Ier Operti, né à Fossano, province de Coni en Piémont après 1525, et mort à Rhodes en 1517, fut Grand-Prieur de Lombardie en 1504. 

## Biographie
Né dans la famille Operti di Fossano, famille noble originaire de Fossano, descendant des puissants seigneurs de Sarmatorio, il est le fils de Giovani-Michel Operti, seigneur de Villamirana et de Cervere.
Chevalier, châtelain de Narangia à Kos, il fut bailli du commerce d'août 1498 à 1501, et, à ce titre, au quatrième chapitre général du grand maître Aubusson. 
En avril 1504, Operti fut nommé capitaine du château Saint-Pierre, ou il fit construire un important dispositif en avant de la courtine occidentale : six caissons à ses armes y attestent sa paternité du ravelin qui fut achevé par son successeur, Fra Jacques Aymer. 
Il participa en 1512 à l'élection du grand maître Blanchefort, étant commandeur de Verceil et lieutenant de l'amiral.
Il s'est illustré dans la défense de Rhodes contre Mehmed II. Titulaire de la commanderie San Giovanni de la Motta, il fut aussi gouverneur de Léros. 
En août 1513, il fut nommé capitaine de galère puis en décembre, il reçut la charge d'amiral de l'ordre, qu'il conserva jusqu'en 1517, devenant, l'année suivante, prieur de Lombardie.

## Galerie

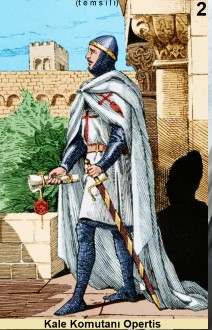
Fra Constanzo Operti, capitaine du château Saint-Pierre en 1504.
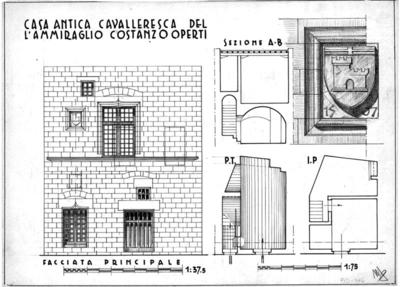
Rhodes, maison de Constanzo Operti di Fossano, grand-amiral.
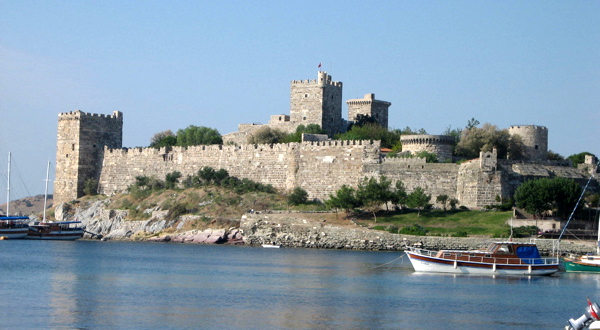
Château Saint-Pierre, Bodrum. Operti en fut capitaine de 1504 à 1507[4].